# Karma Chameleon
«Karma Chameleon» — песня английской группы Culture Club с их второго студийного альбома 1983 года Colour by Numbers.
Авторами выступили вокалист группы Бой Джордж (он же Джордж О’Дауд), ударник Джон Мосс, гитарист Майки Крэйг, клавишник Рой Хей и Фил Пикетт (бывший клавишник группы Sailor).
Сингл с песней, вышедший в сентябре 1983 года, стал международным хитом, возглавив хит-парады многих стран мира, включая американский (№ 1 в Billboard Hot 100), британский (6 недель № 1 в UK Singles Chart) и другие (№ 1 — Австралия, Канада, Ирландия, Новая Зеландия, Нидерланды, Япония).
«Karma Chameleon» стал вторым в карьере лидером британского чарта UK Singles Chart после предыдущего хита группы «Do You Really Want to Hurt Me», а в США он стал первым и единственным в карьере чарттоппером и 3 недели возглавлял общенациональный хит-парад.
Песня была награждена премией Brit Awards в категории «Best British Single» (1984). В Великобритании он стал самым успешным хитом 1983 года, 31-м бестселлером за всю историю английской музыки с тиражом более 1,4 млн копий в Соединённом королевстве. В мире было продано 5 млн копий.
Режиссёром видеоклипа стал Питер Синклер, а продюсером Стивен Бэррон, снявший также видео на песни «Money for Nothing» группы Dire Straits и «Take on Me» группы a-ha.

## Видеоклип
Музыкальное видео, снятое Питером Синклером, было снято на острове Десборо в Уэйбридже в 1983 году.
По сюжету действие видео происходит в Миссисипи в 1870 году. В нём изображена большая многорасовая группа людей в одежде XIX века, некоторые из них одеты в красное, золотое и зеленое (как указано в тексте песни). Бой Джордж одет в то, что можно было бы назвать его фирменным стилем: красочный костюм, перчатки без пальцев и чёрный котелок.
Видно, как в толпе бродит карманник, обворовывая ничего не подозревающих жертв. В ходе песни группа и все остальные садятся на речное судно The Chameleon, пока Бой Джордж продолжает петь. На корабле четверо мужчин, включая вора, играют в покер. Вор жульничает, собрав себе флеш-рояль, чем обнаруживает себя и вынужден вернуть все свои нечестно заработанные деньги и пройти по доске под дамскими зонтиками, падая в реку. Когда видео заканчивается, день превращается в вечер, и вечеринка продолжается на лодке, которая плывет по реке.

## Позиции в чартах
| Чарт (1983—1984)                    | Высшая позиция |
| ----------------------------------- | -------------- |
| (Kent Music Report)                 | 1              |
| Австрия (Ö3 Austria Top 40)         | 3              |
| Бельгия/Фландрия (Ultratop 50)      | 1              |
| Бельгия (VRT Top 30 Flanders)       | 1              |
| Канада (CHUM)                       | 1              |
| Europe (Eurochart Hot 100)          | 1              |
| Финляндия (Suomen virallinen lista) | 1              |
| Франция (IFOP)                      | 5              |
| ФРГ (GfK)                           | 2              |
| Ирландия (IRMA)                     | 1              |
| Италия (FIMI)                       | 4              |
| Нидерланды (Dutch Top 40)           | 1              |
| Нидерланды (Single Top 100)         | 1              |
| Новая Зеландия (Recorded Music NZ)  | 1              |
| Норвегия (VG-lista)                 | 1              |
| Польша (LP3)                        | 8              |
| (Springbok Radio)                   | 1              |
| Испания (AFYVE)                     | 1              |
| Швеция (Sverigetopplistan)          | 1              |
| Швейцария (Schweizer Hitparade)     | 1              |
| Великобритания (OCC UK Singles)     | 1              |
| US Billboard Adult Contemporary     | 3              |
| US Billboard Hot 100                | 1              |
| US Billboard Hot Black Singles      | 67             |
| US Cash Box                         | 1              |

| Чарт (1983)                                         | Позиция |
| --------------------------------------------------- | ------- |
| Австралия (Kent Music Report)                       | 8       |
| Бельгия (Ultratop 50 Flanders)                      | 5       |
| Канада (RPM Top 100 Singles)                        | 5       |
| Франция (IFOP)                                      | 17      |
| Италия (FIMI)                                       | 16      |
| Нидерланды (Dutch Top 40)                           | 11      |
| Нидерланды (Single Top 100)                         | 10      |
| Новая Зеландия (Recorded Music NZ)                  | 7       |
| Швейцария (Schweizer Hitparade)                     | 5       |
| Великобритания UK Singles (Official Charts Company) | 1       |

| Чарт (1984)                    | Позиция |
| ------------------------------ | ------- |
| Южная Африка (Springbok Radio) | 7       |
| США Billboard Hot 100          | 10      |
| США Cash Box                   | 14      |

| Чарт (1958–2018)      | Позиция |
| --------------------- | ------- |
| США Billboard Hot 100 | 488     |

## Сертификации
| Регион | Сертификация  | Продажи    |
| --- | ------------- | ---------- |
| Канада (Music Canada) | 2× Платиновый | 200 000^   |
| Франция (SNEP) | Золотой       | 720 000    |
| Великобритания (BPI) | Платиновый    | 1,528,498  |
| США (RIAA) | Золотой       | 1 000 000^ |
| Общие продажи: |               | 3 410 000  |
| * Данные о продажах приведены только на основе сертификации. ^ Данные о тиражах приведены только на основе сертификации. |               |            |